# Бакл, Тед
Ге́рберт Э́двард Уи́льям Бакл (англ. Herbert Edward William Buckle; 28 октября 1924 — 14 июня 1990), более известный как Тед Бакл — английский футболист,  крайний нападающий. Наиболее известен по выступлениям за «Манчестер Юнайтед» и «Эвертон».

## Биография
Тед родился в Саутуарке, Большой Лондон. В возрасте 18 лет поступил на службу в Королевский военно-морской флот Великобритании и принял участие в завершающей стадии Второй мировой войны. Во время выступлений за футбольную команду Королевского ВМФ его заметили скауты «Манчестер Юнайтед», и вскоре после завершения войны Бакл подписал с клубом сначала любительский (в октябре 1945 года), а затем и профессиональный контракт. 4 января 1947 года состоялся его дебют в основном составе «Манчестер Юнайтед»: это был матч против «Чарльтон Атлетик» на «Мейн Роуд», в котором он отметился забитым мячом. В своём первом сезоне в клубе он забил 4 гола в 7 матчах. Из-за конкуренции со стороны таких игроков как Джимми Дилейни и Чарли Миттен, не смог закрепиться в основном составе «Юнайтед», и в ноябре 1949 года перешёл в ливерпульский «Эвертон» за 6500 фунтов стерлингов. Всего он сыграл за «Юнайтед» 24 матча и забил 7 голов.
За «Эвертон» Тед дебютировал 12 ноября 1949 года против «Манчестер Юнайтед», менее чем через 18 часов после перехода в стан «ирисок». Игра завершилась вничью 0:0. Бакл выступал за клуб с 1949 по 1955 годы, забив 31 гол в 97 матчах. В 1955 году 30-летний Бакл перешёл в клуб «Эксетер Сити», где провёл два сезона. В 1958 году перешёл в валлийский клуб «Престатин Таун», где стал играющим тренером, но вскоре завершил карьеру. В 1961 году возобновил карьеру на один сезон, сыграв за «Долгеллау» в валлийской лиге.
Тед Бакл умер 14 июня 1990 года в Манчестере в возрасте 65 лет.